# Liste der Baudenkmale in Wallenhorst
In der Liste der Baudenkmale in Wallenhorst sind alle Baudenkmale der niedersächsischen Gemeinde Wallenhorst mit den Ortschaften Wallenhorst sowie Hollage, Lechtingen und Rulle aufgelistet. Die Quelle der Baudenkmale ist der Denkmalatlas Niedersachsen. Der Stand der Liste ist der 11. Dezember 2024.
Der Denkmalatlas ist in diesem Bereich noch nicht vollständig und wird in Zukunft weiter ausgebaut.

## Allgemein
In den Spalten befinden sich folgende Informationen:
- Lage: die Adresse des Baudenkmales und die geographischen Koordinaten. Kartenansicht, um Koordinaten zu setzen. In der Kartenansicht sind Baudenkmale ohne Koordinaten mit einem roten Marker dargestellt und können in der Karte gesetzt werden. Baudenkmale ohne Bild sind mit einem blauen Marker gekennzeichnet, Baudenkmale mit Bild mit einem grünen Marker.
- Bezeichnung: Bezeichnung des Baudenkmales
- Beschreibung: die Beschreibung des Baudenkmales. Unter § 3 Abs. 2 NDSchG werden Einzeldenkmale und unter § 3 Abs. 3 NDSchG Gruppen baulicher Anlagen und deren Bestandteile ausgewiesen.
- ID: die Objekt-ID des Baudenkmales
- Bild: ein Bild des Baudenkmales, ggf. zusätzlich mit einem Link zu weiteren Fotos des Baudenkmals im Medienarchiv Wikimedia Commons. Wenn man auf das Kamerasymbol klickt, können Fotos zu Baudenkmalen aus dieser Liste hochgeladen werden:

## Wallenhorst

### Gruppe: Ensemble Alte Alexanderkirche
Die Gruppe „Ensemble Alte Alexanderkirche“ umfasst die Alexanderkirche, den umgebenden Kirchhof und die Einfriedung. Die Gruppe hat die ID 49290142.

| Lage                                        | Bezeichnung | Beschreibung | ID       | Bild           |
| ------------------------------------------- | ----------- | --- | -------- | -------------- |
| Zur Alten Kirche 52° 21′ 20″ N, 8° 0′ 59″ O | Kirche      | Die katholische Alte Alexanderkirche wurde im 12. Jahrhundert als dreischiffige Hallenkirche erbaut. Der gotische Westturm wurde später ergänzt. Der Anbau der Sakristei erfolgte 1767. | 35476148 | Weitere Bilder |
| Zur Alten Kirche 52° 21′ 20″ N, 8° 1′ 0″ O  | Kirchhof    | Der Kirchhof umgibt die Kirche und zeigt Grabsteine der letzten Jahrhunderte. | 41290401 | BW             |
| Zur Alten Kirche 52° 21′ 19″ N, 8° 0′ 59″ O | Einfriedung | Kirche und Kirchhof werden von einer Bruchsteinmauer umfasst. | 49290830 | BW             |

### Gruppe: Meyerhof
Die Gruppe „Meyerhof“ besteht aus einer Hofanlage des 19. Jahrhunderts. Die Gruppe hat die ID 41239195.

| Lage                                      | Bezeichnung              | Beschreibung                                                                                                 | ID       | Bild |
| ----------------------------------------- | ------------------------ | --- | -------- | ---- |
| Im Alten Dorf 9 52° 21′ 23″ N, 8° 1′ 4″ O | Wohn-/Wirtschaftsgebäude | Das Zweiständer-Hallenhaus wurde 1833 errichtet. Der Wirtschaftsgiebel kragt zweifach vor.                   | 41236757 | BW   |
| Im Alten Dorf 9 52° 21′ 23″ N, 8° 1′ 6″ O | Scheune                  | 1848 errichtete Fachwerkscheune mit einer Querdurchfahrt.                                                    | 41239242 | BW   |
| Im Alten Dorf 9 52° 21′ 22″ N, 8° 1′ 3″ O | Speicher                 | Im 18. Jahrhundert errichteter zweigeschossiger Fachwerkspeicher aus Bruchstein unter einem Krüppelwalmdach. | 41239209 | BW   |
| Im Alten Dorf 9 52° 21′ 23″ N, 8° 1′ 3″ O | Speicher                 | | 41239220 | BW   |
| Im Alten Dorf 9 52° 21′ 24″ N, 8° 1′ 5″ O | Stall                    | Um 1900 errichteter Stall aus Bruchstein.                                                                    | 41239325 | BW   |

### Gruppe: Hof Duling
Die Gruppe „Hof Duling“ besteht aus dem Wohn-/Wirtschaftsgebäude und der Kapelle des Hofes aus dem 19. Jahrhundert. Die Gruppe hat die ID 39660982.

| Lage                                  | Bezeichnung              | Beschreibung | ID       | Bild |
| ------------------------------------- | ------------------------ | --- | -------- | ---- |
| Drosselweg 2 52° 21′ 7″ N, 8° 1′ 0″ O | Wohn-/Wirtschaftsgebäude | Zwischen 1870 und 1880 errichtetes Vierständer-Hallenhaus mit Außenwänden aus Bruchstein und unter einem Satteldach. | 39660878 | BW   |
| Drosselweg 2 52° 21′ 7″ N, 8° 1′ 1″ O | Kapelle                  | 1935 errichtete, expressionistisch gestaltete Kapelle aus Backstein.                                                 | 39660899 | BW   |

### Einzeldenkmale
| Lage                                      | Bezeichnung              | Beschreibung | ID       | Bild           |
| ----------------------------------------- | ------------------------ | --- | -------- | -------------- |
| Kirchplatz 52° 21′ 0″ N, 8° 0′ 54″ O      | Kapelle                  | 1426 errichtete einschiffige spätgotische Kapelle. | 41236937 |                |
| Kirchplatz 52° 21′ 0″ N, 8° 0′ 54″ O      | Kirche                   | Die Neue St.-Alexander-Kirche wurde von 1878 bis 1881 nach den Entwürfen von Franz Xaver Lütz als neogotische katholische Hallenkirche errichtet.                                    | 41236922 | Weitere Bilder |
| Schmiedekamp 6 52° 20′ 57″ N, 8° 1′ 30″ O | Wohn-/Wirtschaftsgebäude | Das zu Beginn des 19. Jahrhunderts errichtete Zweiständer-Hallenhaus für den Hof Burmeister steht unter einem Satteldach.                                                            | 41236952 | BW             |
| Kirchplatz 6 52° 21′ 0″ N, 8° 0′ 53″ O    | Wohn-/Wirtschaftsgebäude | Das 1883 bis 1884 errichtetes Vierständer-Hallenhaus für den Küster („Alte Küsterei“) mit Außenmauer aus Bruchstein unter einem Satteldach wird heute als Restaurantbetrieb genutzt. | 41236637 | BW             |
| Kirchplatz 6 52° 20′ 59″ N, 8° 0′ 53″ O   | Einfriedung              | Die Alte Küsterei wird zur Straße Alter Pyer Kirchweg hin mit einer Mauer eingefriedet.                                                                                              | 41290565 | BW             |
| Piusstraße 52° 20′ 35″ N, 8° 0′ 10″ O     | Gedenkstätte             | 1871 wurde die Mariensäule auf einem Postament mit einer Einfriedung aus einem Eisenzaun mit Eckpfosten errichtet.                                                                   | 41237027 | Weitere Bilder |

### Ehemalige Baudenkmale
| Lage                                           | Bezeichnung              | Beschreibung | ID       | Bild |
| ---------------------------------------------- | ------------------------ | --- | -------- | ---- |
| Alter Pyer Kirchweg 52° 20′ 59″ N, 8° 0′ 52″ O | Wohn-/Wirtschaftsgebäude | Das Fachwerkgebäude mit Zwerchhaus bestand aus Bruchsteinmauern und wurde unter Satteldach errichtet. Das Gebäude wurde zugunsten des Rathausneubaus (1982) abgebrochen und 1985 aus dem Denkmalverzeichnis entfernt. | 49276713 | BW   |
| Engter Straße 2 52° 21′ 2″ N, 8° 1′ 27″ O      | Hofanlage                | Die Hofanlage Burmeister aus dem 20. Jahrhundert besteht aus dem Wohn-/Wirtschaftsgebäude von 1902 mit einem Anbau unter einem Walmdach, zwei Scheunen (davon eine datiert auf 1950) aus Bruchsteinen unter einem Satteldach einem zweigeschossigen Speicher aus Bruchstein. Wegen der Veränderungen wurde das Gebäude ab 1982 nicht mehr im Denkmalverzeichnis geführt. | 49278917 | BW   |
| Große Straße 17 52° 20′ 59″ N, 8° 1′ 1″ O      | Hotel                    | Das Gebäude des Hotels zur Post gehörte im 17. Jahrhundert zur ehemaligen Vogtei. Eine Umnutzung als Gästehaus fand nach 1700 statt. Wegen der Veränderungen wurde das Gebäude 2023 nicht mehr im Denkmalverzeichnis geführt. | 52245894 | BW   |
| Hörnschen Hof 2 52° 22′ 1″ N, 8° 0′ 20″ O      | Hofanlage                | Das anderthalbgeschossige Fachwerkgebäude von 1776 auf dem Hof Hörnschemeyer wurde 1995 abgebrochen und 1996 aus dem Denkmalverzeichnis gestrichen. | 41285365 | BW   |
| Im Alten Dorf 5 52° 21′ 19″ N, 8° 0′ 57″ O     | Wohn-/Wirtschaftsgebäude | Das Zweiständer-Hallenhaus auf dem sog. Kerkhof zeigt ein Dielentor mit der Inschrift 1689. Es wurde in den 1970er Jahren vollständig zum Wohnhaus umgebaut und 1980 aus dem Denkmalverzeichnis entfernt. | 49291248 | BW   |
| Im Alten Dorf 5 52° 21′ 19″ N, 8° 0′ 57″ O     | Wohn-/Wirtschaftsgebäude | Das Zweiständer-Hallenhaus auf dem sog. Kerkhof zeigt ein Dielentor mit der Inschrift 1689. Es wurde in den 1970er Jahren vollständig zum Wohnhaus umgebaut und 1980 aus dem Denkmalverzeichnis entfernt. | 49291248 | BW   |
| Im Alten Dorf (14) 52° 21′ 11″ N, 8° 1′ 9″ O   | Wegekapelle              | Die Wegekapelle wurde 1985 wieder aus dem Denkmalverzeichnis gestrichen. Ob sie noch existiert, ist unklar. | 49284684 | BW   |
| Ruller Straße 1 52° 20′ 50″ N, 8° 2′ 14″ O     | Wohn-/Wirtschaftsgebäude | Das 1903 in Gestalt eines Gulfhofs errichtete Gebäude unter einem Satteldach auf dem Hof Peppenpohl wurde wegen der Veränderungen 1997 aus dem Denkmalverzeichnis gestrichen. | 41286953 | BW   |

## Hollage

### Gruppe: Alter Friedhof Hollage
Die Gruppe „Alter Friedhof Hollage“ besteht aus dem Friedhof mit seiner Kapelle und der Einfriedung und hat die ID 41586208. Heute Gedenkstätte zu Ehren der Opfer von Krieg und Gewaltherrschaft.

| Lage                                                     | Bezeichnung | Beschreibung                                                                                            | ID       | Bild |
| -------------------------------------------------------- | ----------- | --- | -------- | ---- |
| Egbersstraße / Pielagestraße 52° 20′ 51″ N, 7° 58′ 7″ O  | Friedhof    | Gestaltete Friedhofsanlage mit einer Gedenktafel für die Gefallenen des Ersten und Zweiten Weltkrieges. | 41283939 | BW   |
| Egbersstraße / Boeckerstraße 52° 20′ 50″ N, 7° 58′ 11″ O | Kapelle     | 1930 wurde die Mutter-Gottes-Kapelle aus Bruchstein unter einem Satteldach errichtet.                   | 41584063 | BW   |
| Egbersstraße 52° 20′ 50″ N, 7° 58′ 11″ O                 | Einfriedung | Die Einfriedung durch eine Bruchsteinmauer steht zwischen Kapelle und Friedhof.                         | 41586477 | BW   |

### Gruppe: Hof Bergmann
Die Gruppe „Hof Bergmann“ ist eine Hofanlage aus dem 19. Jahrhundert und hat die ID 41290850.

| Lage                                           | Bezeichnung              | Beschreibung | ID       | Bild |
| ---------------------------------------------- | ------------------------ | --- | -------- | ---- |
| Hollager Straße 162 52° 20′ 44″ N, 7° 58′ 2″ O | Wohn-/Wirtschaftsgebäude | Das einem Vierständer-Hallenhaus ähnliche, teilweise verputzte Fachwerkgebäude unter einem Satteldach wurde 1815 erbaut. | 41236997 | BW   |
| Hollager Straße 162 52° 20′ 44″ N, 7° 58′ 4″ O | Scheune                  | Die Scheune aus Bruchstein mit Querdurchfahrt wurde 1910 errichtet.                                                      | 41587695 | BW   |
| Hollager Straße 162 52° 20′ 43″ N, 7° 58′ 4″ O | Stall                    | 1910 wurde der Stall aus Bruchsteinen erbaut.                                                                            | 41587718 | BW   |
| Hollager Straße 162 52° 20′ 45″ N, 7° 58′ 4″ O | Wegekapelle              | 1930 errichtete Kapelle aus Bruchstein                                                                                   | 41587753 | BW   |
| Hollager Straße 162 52° 20′ 43″ N, 7° 58′ 4″ O | Einfriedung              | Die Einfriedung des Hofes Bergmann zum Fürstenauer Weg und zur Hollager Straße ist aus Bruchsteinen errichtet worden.    | 41606490 | BW   |

### Einzeldenkmale
| Lage                                            | Bezeichnung              | Beschreibung | ID       | Bild           |
| ----------------------------------------------- | ------------------------ | --- | -------- | -------------- |
| In der Barlage 1 52° 21′ 19″ N, 7° 57′ 16″ O    | Wohn-/Wirtschaftsgebäude | Das Zweiständer-Hallenhaus auf dem Hof Otte wurde 1777 unter einem Satteldach errichtet. Wohn- und Wirtschaftsgiebel kragen jeweils einfach vor. 1896 wurde der Wirtschaftsteil erneuert.                                        | 41285712 | BW             |
| In der Barlage 11 52° 21′ 41″ N, 7° 56′ 51″ O   | Speicher                 | Der zweigeschossige Fachwerkspeicher aus Bruchsteinmauerwerk wurde über einem Sockelgeschoss und unter einem Satteldach errichtet.                                                                                               | 41237012 | BW             |
| In der Barlage 20 52° 22′ 19″ N, 7° 56′ 53″ O   | Wohn-/Wirtschaftsgebäude | Das Zweiständer-Hallenhaus wurde als Heuerhaus des Hofes Niehaus im 18. Jahrhundert unter einem Satteldach errichtet. Wohn- und Wirtschaftsgiebel kragen jeweils einfach vor. 1896 wurde der Wirtschaftsteil erneuert.           | 41236712 | BW             |
| Dörnter Weg 34 52° 20′ 30″ N, 7° 57′ 30″ O      | Wohn-/Wirtschaftsgebäude | Um 1900 wurde das (doppelte) Zweiständer-Hallenhaus als Heuerhaus für den Hof Trame errichtet. Man bediente sich dabei eines Kerngerüsts von 1699, das von einem Meister Heinrich Adolph Ganter entworfen oder gezimmert wurde.  | 41236727 | BW             |
| Fiesteler Straße 52° 20′ 50″ N, 7° 58′ 23″ O    | Wegekapelle              | 1954 errichtete Backsteinkapelle mit einer Mutter-Gottes-Figur. | 41270682 | BW             |
| Uhlandstraße 61 52° 20′ 44″ N, 7° 59′ 0″ O      | Kirche                   | Das 1975 errichtete Gemeindehaus aus Backstein wurde 1990 erweitert. Der Kirchsaal steht unter einem Flachdach. 1990 wurde ein freistehender Glockenträger mit Kugel und Kreuz erbaut.                                           | 43264933 | BW             |
| Brockhauser Straße 4 52° 20′ 1″ N, 7° 57′ 52″ O | Stall                    | Der Mitte des 18. Jahrhunderts auf dem Hof Kollenberg errichtete Schafstall aus Fachwerk auf einem Bruchsteinsockel wurde unter einem Satteldach errichtet.                                                                      | 41236967 | BW             |
| Hollager Straße 122 52° 20′ 46″ N, 7° 58′ 28″ O | Kirche                   | 1924 wurde die katholische St. Josef-Kirche | 41236982 | Weitere Bilder |
| Hollager Straße 177 52° 20′ 14″ N, 7° 57′ 4″ O  | Herrenhaus               | Das zweigeschossige Herrenhaus unter einem Walmdach geht auf einen Turm der früheren Dörenburg zurück, der 1397 in der Landwehr errichtet wurde. Nach Verkauf des Gutes wurde das Herrenhaus umgebaut und auch später verändert. | 41270697 | BW             |
| Hollager Straße 177 52° 20′ 16″ N, 7° 57′ 8″ O  | Gedenkstein              | Der Gedenkstein wurde in den 1910er Jahren für den Hof Dörenburg errichtet, der wegen des Baus des Zweigkanals Osnabrück beseitigt wurde.                                                                                        | 41270712 | BW             |
| Moorlandstraße 31 52° 21′ 30″ N, 7° 59′ 21″ O   | Mühle                    | Die zweigeschossige Wassermühle, die sog. „Feldmühle“, wurde 1850 aus Bruchstein erbaut. Teile der Technik sind erhalten. | 41236787 | BW             |
| Moorlandstraße 31 52° 21′ 29″ N, 7° 59′ 21″ O   | Wehr, Teich              | Das sog. Obergerinne und Untergerinne mit dem Wehr gehören zur Feldmühle. | 52600893 | BW             |

### Ehemalige Gruppe: Hof Hellmich
Die Gruppe „Hof Hellmich“ bestand aus dem noch vorhandenen Wohn-/Wirtschaftsgebäude und der mittlerweile abgebrochenen Scheune. Die Gruppe hatte die ID 41285096.

| Lage                                            | Bezeichnung              | Beschreibung | ID       | Bild |
| ----------------------------------------------- | ------------------------ | --- | -------- | ---- |
| Hollager Straße 149 52° 20′ 42″ N, 7° 58′ 11″ O | Wohn-/Wirtschaftsgebäude | Das verputzte hallenhausähnliche Gebäude wurde so stark verändert, dass es 2012 aus dem Denkmalverzeichnis gestrichen wurde. | 41285007 | BW   |
| Hollager Straße 149 52° 20′ 42″ N, 7° 58′ 9″ O  | Scheune                  | Die Fachwerkscheune mit zwei Quereinfahrten wurde vor 2012 beseitigt und aus dem Denkmalverzeichnis gestrichen.              | 41285078 | BW   |

### Ehemalige Gruppe: Stichkanal Osnabrück
Die ehemalige Gruppe „Stichkanal Osnabrück“ umfasste neben dem Stichkanal des Mittellandkanals diverse Brückenbauten über den Kanal. Die Dichte und die Konstruktion und die Gestaltung der Brücken zeigt einen wertvollen künstlichen Wasserweg, der eindrucksvoll und behutsam mit qualitativer architektonischer und gestalterischer Vielfalt in die Landschaft eingebunden wurde. Nach 1994 wurde der Kanal ausgebaut, Brücken und Schleusen abgebrochen und erneuert sowie das Kanalbett verändert. Die Gruppe hatte die ID 52603795.

| Lage                                         | Bezeichnung | Beschreibung | ID       | Bild |
| -------------------------------------------- | ----------- | --- | -------- | ---- |
| 52° 20′ 55″ N, 7° 57′ 23″ O                  | Kanal       | Der Stichkanal Osnabrück wurde als Zweigkanal des Mittellandkanals zwischen 1906 und 1916 erbaut. | 41270669 |      |
| Niehaus Kirchweg 52° 21′ 59″ N, 7° 57′ 26″ O | Brücke      | Die Brücke (Nr. 73) mit Auflagerblöcken aus Naturstein mit Stahl-Bogenfachwerkträgern wurde zwischen 1910 und 1914 errichtet und zeigt Jugendstilelemente. Eine neue Brücke hat diese ersetzt.                                                                           | 52604168 |      |
| In der Barlage 52° 21′ 59″ N, 7° 57′ 26″ O   | Brücke      | Die Brücke (Nr. 74) mit Auflagerblöcken aus Naturstein mit Stahl-Bogenfachwerkträgern wurde zwischen 1910 und 1914 errichtet und zeigt Jugendstilelemente. | 52603639 | BW   |
| An der Dörnte 52° 20′ 54″ N, 7° 57′ 24″ O    | Brücke      | Die Brücke (Nr. 75) mit Auflagerblöcken aus Naturstein mit Stahl-Bogenfachwerkträgern wurde zwischen 1910 und 1914 errichtet und zeigte Jugendstilelemente. Die Brücke wurde um 2000 abgebrochen.                                                                        | 52604194 | BW   |
| Hollager Straße 52° 20′ 54″ N, 7° 57′ 24″ O  | Brücke      | Die Brücke (Nr. 76) mit Auflagerblöcken aus Naturstein mit Stahl-Bogenfachwerkträgern wurde zwischen 1910 und 1914 errichtet und zeigte Jugendstilelemente. Die Brücke wurde um 2000 abgebrochen und mit einem Stahlbogenbrückenneubau für die Landesstraße 109 ersetzt. | 52604227 | BW   |

### Ehemalige Denkmale
| Lage                                             | Bezeichnung              | Beschreibung | ID       | Bild |
| ------------------------------------------------ | ------------------------ | --- | -------- | ---- |
| Brockhauser Straße 24 52° 19′ 49″ N, 7° 58′ 4″ O | Hofanlage                | Der Hof Hawighorst Kl. Brockmann besteht aus dem 1856 als Zweiständer-Hallenhaus errichteten Wohn-/Wirtschaftsgebäude, zwei Scheunen (um 1900 und 1950) und einem Stall (1900). Wegen der Veränderungen wurde die Hofanlage ab 1982 nicht mehr im Denkmalverzeichnis geführt.                                                                                                 | 48889705 | BW   |
| Dörnter Weg 36 52° 20′ 35″ N, 7° 57′ 28″ O       | Wohn-/Wirtschaftsgebäude | Das um 1750 als Doppelheuerhaus errichtete Zweiständer-Hallenhaus gehörte zum Hof Trame und wurde kurz nach 1990 abgebrochen und aus dem Denkmalverzeichnis gestrichen. | 41283374 | BW   |
| Hollager Straße 127 52° 20′ 43″ N, 7° 58′ 20″ O  | Rathaus                  | Das frühere Rathaus wurde 1965 erbaut worden. Bis 1972 war es auch Sitz der Gemeinde Hollage. Von 1972 bis 1995 wurde es als Rathaus der Großgemeinde Wallenhorst genutzt. Nachfolgend wurde es als Pfarr- und Jugendheim „Philipp-Neri-Haus“ der katholischen St.-Josefs-Gemeinde genutzt. Ab 2022 wurde das Gebäude als Begegnungszentrum der Gemeinde Wallenhorst genutzt. | 41283374 | BW   |
| Uhlandstraße 20 52° 20′ 32″ N, 7° 58′ 37″ O      | Wohn-/Wirtschaftsgebäude | 1656 wurde das Gebäude auf dem Hof Gers-Barlage errichtet und 1971 abgebaut. Zwischen 1992 und 1997 wurde das Gebäude am heutigen Standort als Heimathaus „Hollager Hof“ wieder aufgebaut. Die Translozierung und Veränderung führte dazu, dass das Gebäude 2009 aus dem Denkmalverzeichnis gestrichen wurde.                                                                 | 38574567 |      |
| Talstraße 38 52° 20′ 23″ N, 7° 59′ 19″ O         | Stall                    | Der 1722 errichtete Fachwerkstall auf einem Bruchsteinsockel wurde vor 2012 abgebrochen und dann aus dem Denkmalverzeichnis gestrichen. | 41237042 | BW   |

## Lechtingen

### Gruppe: Lechtinger Mühle
Die Gruppe „Lechtinger Mühle“ besteht aus einer Wind- und einer Motormühle. 1964 wurde der Mühlenbetrieb und 1970 der Landhandel eingestellt. 1982 bis 1987 erfolgte der Wiederaufbau mit Herstellung der Mühltechnik zu musealen Zwecken. Die Gruppe hat die ID 53930360.

| Lage                                      | Bezeichnung         | Beschreibung | ID       | Bild           |
| ----------------------------------------- | ------------------- | --- | -------- | -------------- |
| Mühlenstraße 41 52° 20′ 30″ N, 8° 2′ 3″ O | Windmühle           | Die Windmühle Lechtingen wurde 1887 vom Bergmeister Johann Rudolf Bergmeister als Erdholländer-Windmühle errichtet. Die Mühle wurde bis in die 1920er Jahre genutzt, als ein Sturm die Kappe und die Flügel zerstörte. Das Erdgeschoss wurde in Bruchsteinmauerwerk errichtet, die konische Form darüber ist verputzt. Mit der Sanierung 1982 wurde auch die technische Funktionsfähigkeit wieder hergestellt. | 41236607 | Weitere Bilder |
| Mühlenstraße 41 52° 20′ 30″ N, 8° 2′ 4″ O | Mühle               | Die zweigeschossige massive und verputzte Motorenmühle wurde bereits um 1900 zusätzlich zur Windmühle errichtet. 1919 kam es zu einem Brand und die Motormühle wurde wieder errichtet. | 53930341 |                |
| Mühlenstraße 41 52° 20′ 29″ N, 8° 2′ 3″ O | Transformatorenhaus | Das Transformatorenhaus wurde Ende der 1930er Jahre zur Stromversorgung der Motormühle errichtet, heutiger „Mäuseturm“. | 53930528 |                |

### Gruppe: Hof Bramme
Die Gruppe „Hof Bramme“ besteht aus einer eher kleinen Hofanlage aus der Mitte des 19. Jahrhunderts mit Wohn-Wirtschaftsgebäude und Backhaus. Die 1920 errichtete Scheune mit Quereinfahrt nimmt an der Denkmaleigenschaft nicht teil. Die Gruppe hat die ID 40846558.

| Lage                                      | Bezeichnung              | Beschreibung | ID       | Bild |
| ----------------------------------------- | ------------------------ | --- | -------- | ---- |
| In der Masch 10 52° 20′ 6″ N, 8° 2′ 50″ O | Wohn-/Wirtschaftsgebäude | Das Vierständer-Hallenhaus unter einem Satteldach mit Außenwänden aus Bruchstein wurde 1852 errichtet. Ein anderthalbgeschossiger Anbau steht ebenfalls unter einem Satteldach. | 40846615 | BW   |
| In der Masch 10 52° 20′ 6″ N, 8° 2′ 51″ O | Backhaus                 | Das anderthalbgeschossige Gebäude aus Bruchstein steht unter einem Satteldach.                                                                                                  | 40846744 | BW   |
| In der Masch 10 52° 20′ 6″ N, 8° 2′ 50″ O | Einfriedung              | Die Bruchsteinmauer als Einfriedung steht zur Straßenseite. | 40846744 | BW   |

### Gruppe: Hof Riepenhoff
Die Gruppe „Hof Riepenhoff“ ist eine Hofanlage aus dem 19. Jahrhundert und hat die ID 41243524.

| Lage                                              | Bezeichnung              | Beschreibung | ID       | Bild |
| ------------------------------------------------- | ------------------------ | --- | -------- | ---- |
| In der Masch 4a 52° 19′ 48″ N, 8° 2′ 55″ O        | Wohn-/Wirtschaftsgebäude | Das 1844 errichtete Vierständer-Hallenhaus ist unter einem Satteldach errichtet worden.                                                                                           | 41236697 | BW   |
| In der Masch 4b 52° 19′ 46″ N, 8° 2′ 54″ O        | Scheune                  | Die 1832 errichtete Fachwerkscheune mit einer Querdurchfahrt steht unter einem Satteldach.                                                                                        | 41243561 | BW   |
| In der Masch 4a 52° 19′ 47″ N, 8° 2′ 53″ O        | Scheune                  | Die 1930 errichtete massive Scheune steht unter einem Satteldach und wurde wegen Veränderungen 1985 nicht mehr im Denkmalverzeichnis geführt.                                     | 48920647 | BW   |
| In der Masch 4a 52° 19′ 47″ N, 8° 2′ 55″ O        | Stall                    | Der Stall und der Wagenschauer mit zwei Quereinfahrten wurden um 1850 aus Bruchstein erbaut. Wegen der Veränderungen wurden sie ab 1985 nicht mehr im Denkmalverzeichnis geführt. | 48920647 | BW   |
| In der Masch 4, 4A, 4B 52° 19′ 48″ N, 8° 2′ 51″ O | Einfriedung              | Die Hofanlage wird durch eine Bruchsteinmauer straßenseitig und nach Norden und Süden hin eingefriedet.                                                                           | 48920431 | BW   |

### Gruppe: Hof Niehaus-Wostmann
Die Gruppe „Hof Niehaus-Wostmann“ besteht aus einer von Baumbestand umgebenen Hofanlage aus dem 19. Jahrhundert und hat die ID 36995441.

| Lage                                   | Bezeichnung              | Beschreibung | ID       | Bild |
| -------------------------------------- | ------------------------ | --- | -------- | ---- |
| Buchgarten 7 52° 20′ 5″ N, 8° 2′ 5″ O  | Wohn-/Wirtschaftsgebäude | Das 1856 errichtete Zweiständer-Hallenhaus wurde unter einem Satteldach mit Außenwänden aus Bruchstein errichtet. Das Innengerüst ist weitgehend ersetzt. | 36995460 | BW   |
| Buchgarten 7 52° 20′ 4″ N, 8° 2′ 4″ O  | Stall                    | 1870 wurde der Schweinestall unter einem Satteldach in Bruchsteinbauweise errichtet.                                                                      | 41606591 | BW   |
| Buchgarten 7A 52° 20′ 5″ N, 8° 2′ 4″ O | Wirtschaftsgebäude       | Um 1870 wurde das Gebäude bestehend aus Backhaus in Bruchstein und Wagenschauer in Fachwerk unter einem Satteldach errichtet.                             | 41648397 | BW   |

### Einzeldenkmale
| Lage                                                | Bezeichnung | Beschreibung | ID       | Bild |
| --------------------------------------------------- | ----------- | --- | -------- | ---- |
| Am Lechtinger Berg 7 52° 19′ 50″ N, 8° 2′ 19″ O     | Speicher    | 1851 wurde der zweigeschossige Speicher aus Bruchstein und unter einem Satteldach auf dem Hof Werries erbaut. | 41236802 | BW   |
| Osnabrücker Straße 70/72 52° 19′ 26″ N, 8° 1′ 45″ O | Wohnhaus    | Das zwischen 1820 und 1830 errichtete eingeschossige Wohn- und Dienstgebäude des Oberbergmeisters mit zwei Gebäuderiegeln ist ein verputzter massiver Gebäudekomplex unter einem Walm- und einem Krüppelwalmdach | 41237057 | BW   |
| Stollenweg 22 52° 19′ 29″ N, 8° 1′ 37″ O            | Schacht     | Die Schachtanlage Andrea wurde 1860 als anderthalbgeschossiges Gebäude für den Lechtinger Stollen errichtet. | 41236832 | BW   |

### Ehemalige Gruppe: Hof Mosting
Die Gruppe „Hof Mosting“ umfasst die Hofanlage Mosting, die 2001 nahezu vollständig abbrannte, bestehend aus Wohn-/Wirtschaftsgebäude, Scheune und Stall mit Backhaus in der Siedlung Losskamp. Die ehemalige Gruppe hat die ID 52611135.

| Lage                                             | Bezeichnung              | Beschreibung | ID       | Bild |
| ------------------------------------------------ | ------------------------ | --- | -------- | ---- |
| Osnabrücker Straße 33 52° 19′ 49″ N, 8° 1′ 42″ O | Wohn-/Wirtschaftsgebäude | Das vierständerähnliche Hallenhaus wurde 1826 mit Außenwänden aus Bruchsteinen für den Hof Mosting unter einem Satteldach errichtet. Bereits 1990 wurde ein Abbruch genehmigt. Ein Brand zerstörte die Hofstelle 2001 vollends. Das Gebäude wurde daher im Denkmalverzeichnis entfernt. | 41270727 | BW   |
| Osnabrücker Straße 33 52° 19′ 49″ N, 8° 1′ 41″ O | Scheune                  | 1852 wurde die Scheune aus Bruchstein mit Längsdurchfahrt unter einem Satteldach errichtet. | 52611207 | BW   |
| Osnabrücker Straße 33 52° 19′ 50″ N, 8° 1′ 44″ O | Stall                    | Um 1850 wurde der Stall mit Backhaus aus Bruchstein errichtet. | 52611277 | BW   |

### Ehemalige Denkmale
| Lage                                          | Bezeichnung  | Beschreibung | ID       | Bild |
| --------------------------------------------- | ------------ | --- | -------- | ---- |
| Am Lechtinger Berg 52° 19′ 57″ N, 8° 2′ 22″ O | Gedenkstätte | Die frühere Versammlungsstätte (Thie) der Lechtinger Bauern zeichnete sich durch eine mehrere hundert Jahre alte Hainbuche mit neun Ästen (für die neun Lechtinger Erbhöfe) aus. Bereits in den 1970er waren Stabilisierungsversuche unternommen worden. 2002 wurde die Hainbuche beseitigt und durch eine junge Hainbuche mit neun Ästen ersetzt. Damit wurde die Gedenkstätte Burenboom aus dem Denkmalverzeichnis gestrichen. | 41236817 | BW   |
| Im Quellengrund 6 52° 19′ 10″ N, 8° 1′ 48″ O  | Wohnhaus     | Die eingeschossige massive Villa Wieding unter einem Mansardwalmdach wurde 1915 bis 1920 am Piesberg als Landhaus errichtet. Der mittelrisalitartige Vorbau ist dreigeschossig. Wegen der zahlreichen Veränderungen wird das Gebäude seit 1997 nicht mehr im Denkmalverzeichnis geführt. | 41287602 | BW   |
| Ellingweg 2 52° 20′ 14″ N, 8° 2′ 24″ O        | Speicher     | Das anderthalbgeschossige Gebäude wurde 1870 auf dem Hof Roelcker (später: Stertenbrink) errichtet und sowohl als Backhaus als auch als Speicher genutzt. Er existiert nicht mehr und wurde 1985 aus dem Denkmalverzeichnis gestrichen. | 48903458 | BW   |
| In der Masch 12 52° 20′ 14″ N, 8° 2′ 51″ O    | Hofanlage    | Die Hofanlage Wellmann besteht aus dem Wohn-/Wirtschaftsgebäude von 1896, der Scheune von 1872, dem Stall von 1870 und einem Schuppen. Wegen der Veränderungen wurde die Anlage insgesamt 1984 nicht mehr im Denkmalverzeichnis geführt. | 48930489 | BW   |

## Rulle

### Gruppe: Hof Garthaus
Die Gruppe „Hof Garthaus“ besteht spätestens seit dem 19. Jahrhundert. Die Gruppe hat die ID 41269178

| Lage                                          | Bezeichnung              | Beschreibung | ID       | Bild |
| --------------------------------------------- | ------------------------ | --- | -------- | ---- |
| Garthauser Reihe 2 52° 19′ 35″ N, 8° 4′ 15″ O | Wohn-/Wirtschaftsgebäude | Das 1861 errichtete vierständerähnliche Hallenhaus aus Bruchstein unter einem Satteldach hat einen um 1870 angeschlossenen Stallanbau aus Bruchstein unter einem Satteldach. | 41236862 | BW   |
| Garthauser Reihe 2 52° 19′ 35″ N, 8° 4′ 13″ O | Speicher                 | 1846 errichteter zweigeschossiger Speicher aus Bruchstein. | 41269257 | BW   |
| Garthauser Reihe 2 52° 19′ 35″ N, 8° 4′ 17″ O | Wagenschauer/Remise      | 1864 errichtetes Bruchsteingebäude mit vier Quereinfahrten unter einem Satteldach.                                                                                           | 41269295 | BW   |
| Garthauser Reihe 2 52° 19′ 36″ N, 8° 4′ 17″ O | Wegekreuz                | 1920 errichtetes hölzernes Kruzifix | 41269341 | BW   |
| Garthauser Reihe 2 52° 19′ 36″ N, 8° 4′ 14″ O | Einfriedung              | Die Bruchsteinmauer zur Straße hin wurde Ende des 19. und Anfang des 20. Jahrhunderts errichtet.                                                                             | 41269316 | BW   |

### Gruppe: Kloster Rulle
Die Gruppe „Kloster Rulle“ umfasst die ehemalige Zisterzienserinnenabtei (Kloster Marienbrunn), das 1244 oder 1246 hierher verlegt wurde. Nachdem es 1803 säkularisiert wurde, entwickelte es sich im 20. Jahrhundert zu einem Wallfahrtsort. Die Gruppe hat die ID 41706300.

| Lage                                     | Bezeichnung    | Beschreibung | ID       | Bild           |
| ---------------------------------------- | -------------- | --- | -------- | -------------- |
| Klosterstraße 52° 20′ 9″ N, 8° 3′ 13″ O  | Kirche         | Die katholische Kirche St. Johannes, die frühere Klosterkirche des Klosters Rulle, ist in drei Phasen entstanden. Bereits im 12. Jahrhundert wurde eine Kapelle mit Westturm errichtet. Diese wurde 1325 mit der Hallenkirche verbunden. 1928 bis 1930 wurde die neogotische Wallfahrtskirche als Erweiterungsgebäude hinzugefügt. | 41321907 | Weitere Bilder |
| Klosterstraße 52° 20′ 9″ N, 8° 3′ 10″ O  | Kapelle        | 1960 wurde über dem Marienbrunnen eine sog. „Brunnenkapelle“ aus Bruchstein errichtet und ersetzte damit einen Vorgänger. Die Wappentafeln des 18. und 19. Jahrhunderts sind weiterhin in der Kapelle aufgehängt. | 41706458 |                |
| Klosterstraße 52° 20′ 10″ N, 8° 3′ 11″ O | Klostergebäude | 1712 errichtetes zweigeschossiges verputztes massives Gebäude mit Zwerchhaus unter einem Satteldach | 41236772 |                |
| Klosterstraße 52° 20′ 10″ N, 8° 3′ 11″ O | Klostergebäude | Das 1712 errichtete zweigeschossige verputzte massive Gebäude mit Zwerchhaus unter einem Satteldach wurde im 19. und 20. Jahrhundert umgebaut. | 41236772 |                |
| Klosterstraße 52° 20′ 7″ N, 8° 3′ 12″ O  | Wegekreuz      | Das als Missionskreuz errichtete Wegekreuz auf dem alten Friedhof im südlichen Klosterkomplex wird von Blutbuchen umgeben. | 41236572 |                |
| Klosterstraße 52° 20′ 12″ N, 8° 3′ 11″ O | Schule         | Die Alte Schule wurde 1901 als Bruchsteingebäude unter einem Satteldach mit Querhaus errichtet. | 37157505 |                |
| Klosterstraße 52° 20′ 9″ N, 8° 3′ 16″ O  | Einfriedung    | Die unterschiedlichen Bruchsteinmauern gliedern das Klostergelände | 41706608 | BW             |

### Einzeldenkmale
| Lage                                           | Bezeichnung              | Beschreibung | ID       | Bild           |
| ---------------------------------------------- | ------------------------ | --- | -------- | -------------- |
| Anne Wiewellen 2 52° 19′ 46″ N, 8° 5′ 7″ O     | Speicher                 | Der zweigeschossige Speicher aus Bruchstein wurde im 18. Jahrhundert auf dem Hof Sprehe errichtet. | 41236892 | BW             |
| Auf der Heide 6 52° 20′ 36″ N, 8° 3′ 19″ O     | Wohn-/Wirtschaftsgebäude | Um 1860 wurde das einem Vierständerbau ähnliche Hallenhaus als Heuerhaus für den Hof Rehr errichtet. | 41283237 | BW             |
| Garthauser Reihe 4a 52° 19′ 35″ N, 8° 4′ 27″ O | Wohn-/Wirtschaftsgebäude | Um 1840 errichtetes Zweiständer-Hallenhaus als Heuerhaus für den Hof Helmig unter einem Satteldach. | 41236847 | BW             |
| Hanfelder Hügel 5 52° 19′ 30″ N, 8° 5′ 44″ O   | Wohn-/Wirtschaftsgebäude | 1789 für den Hof Rousse errichtetes Zweiständer-Hallenhaus | 41236877 | BW             |
| Klosterstraße 19 52° 20′ 14″ N, 8° 3′ 13″ O    | Wohn-/Wirtschaftsgebäude | Mitte des 18. Jahrhunderts wurde der ehemalige Schafstall des Klosters errichtet und als Zweiständer-Hallenhaus später umgebaut. | 41236907 | BW             |
| Klosterstraße 21-23 52° 20′ 15″ N, 8° 3′ 10″ O | Wohn-/Wirtschaftsgebäude | Das Zweiständer-Hallenhaus wurde 1677 für das Kloster errichtet. | 41236622 | BW             |
| Ostenort 10 52° 20′ 35″ N, 8° 5′ 9″ O          | Wohn-/Wirtschaftsgebäude | Das Zweiständer-Hallenhaus unter einem Satteldach wurde als Doppelheuerhaus für den Hof Meyer zu Varwig („Binnen Vocke“) Mitte des 18. Jahrhunderts errichtet. | 41286761 | BW             |
| Nettetal 2 52° 19′ 37″ N, 8° 4′ 49″ O          | Mühle                    | Ende des 19. Jahrhunderts für den Hof Möllmann errichtete ein- bis zweigeschossige Wassermühle aus Bruchstein unter einem Satteldach. | 41270742 | BW             |
| (Nettetal 2) 52° 19′ 39″ N, 8° 4′ 51″ O        | Teich                    | Der Mühlenteich führt Wasser über den Graben an die Mühle. | 41705080 | BW             |
| Nettetal 2 52° 19′ 37″ N, 8° 4′ 53″ O          | Backhaus                 | Das anderthalbgeschossige Fachwerkgebäude des Hofs Möllmann wurde 1772 mit einem außen angebauten Backofen errichtet. | 41236667 | BW             |
| Nettetal 2 52° 19′ 27″ N, 8° 4′ 56″ O          | Mühle                    | Bereits 1253 bestand hier eine Mühle mit Staurecht. Das heutige zweieinhalbgeschossige Bruchsteingebäude mit Drempel unter einem Satteldach wurde um 1850 errichtet. | 41236742 | Weitere Bilder |
| Wellenkamp 4, 4a 52° 19′ 17″ N, 8° 3′ 22″ O    | Wohn-/Wirtschaftsgebäude | 1872 wurde das vierständerähnliche Gebäude aus Bruchstein als Doppelheuerhaus für den Hof Garthaus errichtet. | 41236682 | BW             |
| Klosterstraße 4 52° 20′ 10″ N, 8° 3′ 19″ O     | Schule                   | 1820 wurde das Gebäude aus Bruchstein als erste Schule des Ortes errichtet. Der östliche Teil des Gebäudes ist die sog. Blutkapelle des Hostienwunders von 1347. Die Nutzung als Schule erfolgte bis 1879. Von 1885 bis 1932 wurde das Gebäude als Oberförsterei genutzt. | 41236652 |                |
| Klosterstraße 4 52° 20′ 10″ N, 8° 3′ 21″ O     | Einfriedung              | Die Mauer ist teilweise aus Backstein, teilweise aus Bruchstein gefertigt worden. | 41706642 | BW             |

### Ehemalige Gruppe: Hof Vornholt
Die Gruppe „Hof Vornholt“ umfasste die aus Wohn-/Wirtschaftsgebäude, Scheune und Wagenschauer bestehende Hofanlage. Wegen der Veränderungen wurde die gesamte Gruppe 1997 aus dem Denkmalverzeichnis gestrichen. Die Gruppe hat die ID 41291239.

| Lage                                       | Bezeichnung              | Beschreibung | ID       | Bild |
| ------------------------------------------ | ------------------------ | --- | -------- | ---- |
| Auf der Heide 1 52° 20′ 51″ N, 8° 3′ 26″ O | Wohn-/Wirtschaftsgebäude | Das Vierständer-Hallenhaus wurde 1841 unter einem Satteldach errichtet.                                          | 41291109 | BW   |
| Auf der Heide 1 52° 20′ 51″ N, 8° 3′ 24″ O | Scheune                  | Mitte des 19. Jahrhunderts errichtete Fachwerkscheune mit einer Querdurchfahrt und weiteren drei Quereinfahrten. | 41291169 | BW   |
| Auf der Heide 1 52° 20′ 51″ N, 8° 3′ 25″ O | Wagenschauer/Remise      | Um 1850 errichteter Wagenschauer aus Bruchstein unter einem Satteldach mit vier Quereinfahrten.                  | 41291180 | BW   |

### Ehemalige Denkmale
| Lage                                             | Bezeichnung              | Beschreibung | ID       | Bild |
| ------------------------------------------------ | ------------------------ | --- | -------- | ---- |
| Am Haupthügel 61 52° 19′ 37″ N, 8° 3′ 47″ O      | Wohn-/Wirtschaftsgebäude | Das als Doppelheuerhaus für den Hof Wessling errichtete Fachwerkgebäude steht unter einem Satteldach. Wegen der Veränderungen wurde es 1985 nicht mehr im Denkmalverzeichnis geführt.                                                                                    | 49252193 | BW   |
| Am Haupthügel 67 52° 19′ 35″ N, 8° 3′ 53″ O      | Wohn-/Wirtschaftsgebäude | Das als Heuerhaus für den Hof Garthaus errichtete Zweiständer-Hallenhaus steht unter einem Satteldach und wurde zu einem reinen Wohnhaus umgebaut. Wegen der Veränderungen wurde es 1985 nicht mehr im Denkmalverzeichnis geführt.                                       | 49252412 | BW   |
| Garthauser Reihe 6 52° 19′ 39″ N, 8° 4′ 45″ O    | Wohn-/Wirtschaftsgebäude | Das 1908 für den Hof Meyer zu Garthausen (später: Törner) errichtete hallenhausähnliche Gebäude aus Bruchstein steht unter einem Satteldach. | 41287828 | BW   |
| Zum Burghügel 52° 20′ 21″ N, 8° 3′ 59″ O         | Wegekapelle              | Die um 1920 aus Backstein errichtete Kapelle unter einem Satteldach wurde wegen Veränderungen 1985 aus dem Denkmalverzeichnis gestrichen. | 49273997 | BW   |
| Ruller Straße 52° 20′ 46″ N, 8° 2′ 15″ O         | Wegekreuz                | Das 1920 errichtete Wegekreuz wurde beseitigt und daher 1985 aus dem Denkmalverzeichnis gestrichen. | 49270138 | BW   |
| Hanfelder Hügel 2 52° 19′ 35″ N, 8° 5′ 35″ O     | Hofanlage                | Die um 1900 errichtete Hofanlage aus Wohn-/Wirtschaftsgebäude (1900), Scheune (um 1895), Stall und zwei Wagenschauer (um 1900) wurde wegen der Veränderungen 1985 aus dem Denkmalverzeichnis gestrichen.                                                                 | 49255068 | BW   |
| Hanfelder Hügel 2 52° 19′ 36″ N, 8° 5′ 41″ O     | Hofanlage                | Die um 1904 errichtete Hofanlage Westendarp wurde wegen der Veränderungen 1985 aus dem Denkmalverzeichnis gestrichen. | 49255174 | BW   |
| Hohnweg 1 52° 19′ 2″ N, 8° 4′ 31″ O              | Wohn-/Wirtschaftsgebäude | Das 1840 für den Hof Plade als Heuerhaus unter einem Satteldach errichtete Fachwerkgebäude wurde wegen seiner Veränderungen ab 1985 nicht mehr im Denkmalverzeichnis geführt.                                                                                            | 49259774 | BW   |
| Hohnweg 2 52° 19′ 0″ N, 8° 4′ 31″ O              | Wohnhaus                 | Das 1905 im Landhausstil errichtete Gebäude mit eingeschossigem Teil unter einem Satteldach und zweigeschossigem Teil unter einem Walmdach sowie mit Wintergarten zum Hof und Veranda wurde wegen seiner Veränderungen ab 1985 nicht mehr im Denkmalverzeichnis geführt. | 49260437 | BW   |
| Vehrter Landstraße 27 52° 20′ 27″ N, 8° 4′ 52″ O | Hofanlage                | Der Hof Große Schawe besteht aus dem 1738 (Innengerüst) errichteten Wohn-/Wirtschaftsgebäude (umgebaut 1899), Stall, Scheune (um 1960) und zwei Wagenschauern. Wegen der Veränderungen wurde die Hofanlage ab 1985 nicht mehr im Denkmalverzeichnis geführt.             | 49272935 | BW   |
| Vehrter Landstraße 29 52° 20′ 29″ N, 8° 5′ 25″ O | Hofanlage                | Der Hof Espel besteht aus dem 1894 errichteten Wohn-/Wirtschaftsgebäude mit Wohnteil unter einem Walmdach sowie dem Wirtschaftsgebäude. Wegen der Veränderungen wurde die Hofanlage ab 1985 nicht mehr im Denkmalverzeichnis geführt.                                    | 49273202 | BW   |
| Vor dem Bruch 10 52° 21′ 7″ N, 8° 5′ 7″ O        | Hofanlage                | Die Hofanlage mit einem als Zweiständer-Hallenhaus im 19. Jahrhundert errichteten Wohn-/Wirtschaftsgebäude, Scheune und zwei Wagenschauer wurde wegen der Veränderungen ab 1985 nicht mehr im Denkmalverzeichnis geführt.                                                | 49273396 | BW   |
| Zum Farwig 2 52° 20′ 24″ N, 8° 4′ 36″ O          | Wohn-/Wirtschaftsgebäude | Das 1881 auf dem Hof Meyer zu Farwig errichtete Vierständer-Hallenhaus unter einem Satteldach wurde wegen seiner Veränderungen ab 1997 nicht mehr im Denkmalverzeichnis geführt.                                                                                         | 41292556 | BW   |
| Zum Farwig 3 52° 20′ 24″ N, 8° 4′ 32″ O          | Hofanlage                | Die Hofanlage Zum Wamhof (Wahmhoff) wurde um 1875 mit dem Wohn-/Wirtschaftsgebäude, Stall, Scheune und Wagenschauer angelegt. Wegen der Veränderungen wurde die Anlage 1985 nicht mehr im Denkmalverzeichnis geführt.                                                    | 49274149 | BW   |